# Michał Podczaszyński
Michał Podczaszyński (ur. 29 października 1800 w Brześciu Litewskim, zm. 4 lipca 1835 w Paryżu) – polski dziennikarz i krytyk literacki, wolnomularz.
Początkowo studiował w Wilnie, następnie kontynuował naukę na Królewskim Uniwersytecie Warszawskim. W 1820 zamieszkał w Warszawie. W latach 1825–1826 był redaktorem „Dziennika Warszawskiego”. Jego naczelnym publicystą był Maurycy Mochnacki, autor rozprawy O duchu i źródłach poezji w Polszcze, która ukazała się w drugim numerze tego pisma.
Od roku 1827 Podczaszyński pisał do „Gazety Polskiej”, a w 1829 zamieszkał w Paryżu. Do roku 1830 pisał o polskiej literaturze w „Revue encyclopedique”. Wydawał także „Pamiętnik Emigracji Polskiej”, będący pierwszym polskojęzycznym pismem we Francji.